# Vila Franca da Serra
Vila Franca da Serra ist eine Gemeinde (Freguesia) im portugiesischen Kreis Gouveia. In ihr leben 238 Einwohner (Stand 19. April 2021).